# Træskrue
En træskrue er en skrue som bruges i samlinger af træ. Skruerne kaldes også spånskruer og har skarpe og dybe gevind, som sikrer en høj udtræksværdi i træ. En træskrue kan også bruges i murværk, hvis den monteres med en skruedybel.

## Historie
De tidligst kendte træskruer blev lavet i hånden med en række forskellige værktøj som file, mejsler og andre skæreværktøjer, og de kan let genkendes på det særlige gevind, så vel som filemærker på skruens hoved og imellem gevindet. Mange af disse ældre skruer var med flad spids, og ikke med de skarpe spidser vi kender i dag. Med tiden begyndte man at producere træskruer på en drejebænke med det tidligste patent i England i år 1760.
I takt med udviklingen af byggematerialer og populariseringen af forskellige træsorter, har udviklingen af træskruer med specifikke egenskaber været en nødvendighed. De specielle egenskaber inkluderer blandt andet specielle fræsespidser, vinger eller savtakket gevind I dag findes skruer med speciel fræsespids, vinger eller savtakket gevind, der hver især er velegnet til bestemte formål.

## Kærv
Den del af hovedet, man monterer skruen med, kaldes en kærv. Der findes flere forskellige slags, men de mest almindelige til træskruer er som disse:
| Billede | Navn og forkortelse | Beskrivelse |
| ------- | ------------------- | --- |
|         | Torx - TX           | Klassisk Torx kærv med 6 angrebsbuer som giver et høj iskruningsmoment. |
|         | Krydskærv - PH      | Krydskærv, PH-kærv eller Phillipskærv med et konisk kryds med fire angrebsflader. |
|         | Pozidrive - PZ      | Pozidrive kærv ligner til forveksling en PH krydskærv, men adskiller sig ved at have et dybere kryds, hvilket gør iskruning lettere, hvis man er tvundet til at skrue fra en vinkel i stedet for lige på. |
|         | Ligekærv            | Den ældste type skruekærv med en lige slids. |

## Hovedform
Træskruer laves i dag med flere forskellige hovedformer, bl.a.
- Panhoved
- Dome hoved
- Rundhoved
- Hvælvet hoved el. tallerkenhoved
- Fladhoved
- Linsehoved

## Materialer
Størstedelen af træskruer er fremstillet af hærdet stål, men også skruer af forskellige typer rustfrit stål har vundet indpas på markedet.

### Overfladebehandlinger
Skruer af stål er altid overfladebehandlet. Overfladebehandlingen beskytter mod rustangreb. Skruer med elforzinklet overflade er kun til indvendig brug, hvorimod Ruspert overfladebehandlingen har en meget større holdbarhed og kan derfor anvendes udendørs.

### Rustfast C2
C2 typen ligger meget tæt på A2, når det drejer sig om holdbarhed og anvendelsesmuligheder. C2 er hærdet, hvilket giver et langt højere overdrejningsmoment ved iskruning. C2 skruer er magnetiske, og kan derfor anvendes med magnetisk bitsholder.

### Rustfri A2
Rustfri A2 er den mest udbredte rustfri type. Den har en meget længere holdbarhed end traditionelle galvaniserede skruer eller skruer med Ruspert belægning. A2 er velegnet til udendørs montage. A2 anbefales ikke i aggressive miljøer som industri og i direkte forbindelse med salt- og klorholdigt vand. A2 er en “sej” ståltype, der bevæger sig i takt med fugtighed og temperatur. A2 er ikke magnetisk.

### Rustfri og syrefast A4
A4 er både rustfri og syrefast, som gør den velegnet i aggressive miljøer som industri og fødevareproduktion, svømmehaller, baderum, sommerhuse ved kysten, eller direkte i havvand. A4 danner ikke ruststriber og kan anvendes overalt udendørs, specielt til terrasse- og facadebeklædning med lyse træsorter, eks. lærk, ceder og andre hårde træsorter med højt indhold af garvesyre, som kan ruste selv A2 træskruer. A4 er en sej ståltype, der bevæger sig i takt med fugtighed og temperatur. A4 er ikke magnetisk.